# Zagymnus
Zagymnus é um besouro na subfamília Cerambycinae, um gênero da tribo Agallissini.

## Taxonomia
- Gênero Zagymnus
  - Zagymnus clerinus
  - Zagymnus rugicollis
  - Zagymnus variatus

## Referência
1. ↑  «BugGuide». Consultado em 24 de março de 2015